# Gpg4win
Gpg4win是用于Microsoft Windows上的电子邮件与文件的加密软件, 使用了GnuPG 公钥加密。 最初得到了德国联邦信息安全办公室的资助。 Gpg4win及其所有包含的工具都是自由及开放源代码软件，Windows平台上典型的非商用选择。

## Gpg4win安装内容
- GnuPG: 核心加密工具
- Kleopatra: 用于OpenPGP与X.509的证书管理。
- GPA: 另一个可选的证书管理
- GpgOL: Microsoft Outlook插件，用于电子邮件加密
- GpgEX: Windows Explorer插件，用于文件加密
- Gpg4win Compendium: Gpg4win2的文档